# Yahia El Mashad
Yahia El Mashad (arabisch يحيى المشد, DMG Yaḥyā al-Mašad; * 11. Januar 1932 in Benha, Ägypten; † 13. oder 14. Juni 1980 in Paris) war ein ägyptischer Nuklearexperte, der für das irakische Kerntechnik-Programm arbeitete, worunter auch der Erwerb von Nuklearwaffenpotential gehörte. Er wurde 1980 in Paris mutmaßlich durch israelische Agenten ermordet.
Es gibt verschiedenen Schreibweisen seines Namens, so Yehia El Mashad, Yahya El Meshad.

## Leben
El Mashad studierte Elektrotechnik an der Universität Alexandria mit dem Abschluss 1952. Danach wollte er seine Ausbildung in London fortsetzen, durch die Suez-Krise ging er aber nach Moskau, wo er sechs Jahre blieb. 1964 kehrte er nach Ägypten zurück als Professor für Kerntechnik an der Universität Alexandria. Er war im ägyptischen Kerntechnikprogramm in Einshas bis zu dessen Aufgabe nach dem Sechstagekrieg 1967. El Mashad ging daraufhin in den Irak, wo er an führender Stelle im Kernwaffenprogramm arbeitete, in dem er als einer der fähigsten Wissenschaftler galt.
Am 6. Juni 1980 wurde er nach Frankreich geschickt um die Auslieferung von auf 93 Prozent angereichertes Uran für den Tammuz-Reaktor sicherzustellen. Frankreich hatte davor vorgeschlagen, anders als vertraglich zugesichert nur 7 bis 8 Prozent angereichertes Uran zu liefern, was für ein Kernwaffenprogramm unzureichend gewesen wäre. El Mashad war erfolgreich und der Vorschlag war wieder vom Tisch. Zum Abschluss stieg er am 13. Juni im Hotel Le Méridien ab. An seiner Tür hing ein Nicht-Stören-Schild. Als das Servicepersonal am nächsten Morgen den Raum betrat, fand es seine Leiche auf einem blutgetränkten Teppich. Er wies schwere Wunden durch Schläge auf, sein Schädel war eingeschlagen, seine Kehle durchgeschnitten. Die Polizei verhörte eine junge Prostituierte (Marie-Claude Magal), die angab, ihn bis vor das Zimmer begleitet zu haben. Er wies ihre Dienste aber zurück und betrat das Zimmer allein. Nach ihrer Aussage vom 1. Juli hörte sie in den Minuten, die sie noch vor der Tür stand, Stimmen, aber keine Anzeichen eines Kampfes oder Schreie.  Am 12. Juli wurde sie von einem Auto, dessen Fahrer Fahrerflucht beging, getötet. Während sie zu einem potentiellen Kunden in einem schwarzen Mercedes am Boulevard Saint-Germain ging und dabei die Straße überquerte, schoss ein weiterer schwarzer Mercedes heran und fuhr sie an. Die Polizei schloss bei El Mashad zwar einen Raubüberfall aus (1400 Franc waren noch in seiner Brieftasche), die Brutalität des Vorgehens sprach aber auch gegen einen professionellen Mörder. Der Mossad soll zuvor Anfang 1980 versucht haben El Mashed als Agent anzuwerben, was dieser aber mehrfach ablehnte.
Nach Ronen Bergman hatten Mossad-Agenten den Auftrag, ihn sofort zu töten. Als sie unerwartet seinen Aufenthalt in Paris entdeckten, mussten sie ohne ihre Waffen improvisieren und erschlugen ihn.

## Weitere Attentate
Wenig später vergiftete der Mossad einen irakischen Elektroingenieur (Salman Lami), der zu einem Gastaufenthalt in Genf war. Bald darauf wurde der irakische Kerntechnikingenieur Abdul-Rahman Abdul Rasool in Paris vergiftet. Im August 1980 gab es Bombenanschläge auf französische und italienische Zulieferer oder Berater für das irakische Beschaffungsprogramm für Kernbrennstoffe und -technologie.
Zuvor hatten die Israelis schon im April 1979 für Tammuz bestimmte Reaktorkerne im Hafen von La Seyne-sur-Mer an der Côte d’Azur zerstört. Als die Bemühungen von Saddam Hussein auch nach der Ermordung von El Mashad weitergingen, bombardierte die israelische Luftwaffe 1981 den Osirak-Reaktor (Tammuz 1,2) im Nuklearforschungszentrum al-Tuwaitha bei Bagdad (Operation Opera).